# Даулат Рао Скіндія
Даулат Рао Скіндія (1779 — 21 березня 1827) — магараджа Гваліора у 1794—1827, активний учасник Другої англо-маратхської війни.

## Життєпис
Походив з впливової маратхської родини Скіндіїв. Син Ананда Рао, онук Тукоджі Рао, який, у свою чергу, був братом магараджі Махаджі Скіндія. Після смерті останнього у 1794 успадкував титу магараджі та титули при могольському дворі — вакіль-аль-мутлак (регент імперії) та амір-уль-умара (головний військовик) — від падишаха Шах Алама II.
У 1795 уклав союз з Наною Фарнавісом (фактичним правителем при номиному — пешві Мадхав Рао II).
Після самогубства пешви у 1796 підтримав Фарнавіса.
У 1799 виступив проти Ясванта Рао Холкара, який бажав встановити контроль над урядом пешви. Даулат разом Фарнавісом став контролювати нового пешву Баджі Рао II. Того ж року пішов у відставку Бенуа де буань, французький офіцер, який провів реформу армії Гваліора, вірний друг магараджі Махаджі Скіндії. Новим очільником війська став інший француз П'єр Куіл'є-Перон.
Після смерті у 1800 Нани Фарнавіса Даулат рао цілковито став визначати політику пешви. Проти цього повстав Ясвант Рао Холкар.
У 1800–1802 точилася запекла боротьба між Скіндіями та Холкарами. Зрештою Даулат Рао зазнав поразки при Хадапсарі й втратив Пуну, а пешва вимушений був тікати до британців, спричинивши Другу англо-маратхську війну.
Спочатку рішуче виступив проти англійських військ на чолі із Артуром Велслі — протягом 1803 звитяжно бився при Ассайє, Ахмеднагарі, Аргаоні (разом з військом Бхосле). Після цього французькі офіцери зрадили Даулата Рао й дизертирували. Незважаючи на це, магараджа Гваліора наприкінці 1803 року дав рішучий бій англійцям на чолі із генералом Джерардом Лейком при Ласварі. Поразка змусила Скіндіїв відвести війська з півночі Індостану. Після цього англійці зайняли Делі та Агру (падишах Шах Алам II потрапив під їх контроль).
30 грудня 1803 підписав з британцями угоду Сурджі-Анджангаону, згідно з яким передав англійцям міжріччя Джумни й Гангу, область Делі та Агри, частину Бунделкханду, міста Бхаруч, Гваліор, Ґохад та Ахмеднагар, землі в Гуджараті.
Новий генерал-губернатор Чарльз Корнуоліс у 1805 вирішив привернути на свій бік Даулат рао, тому повернув останньому фортеці Гваліор та Ґохад, встановивши північний кордон князівства річку Чандал. У 1811 році Даулат Рао Скіндія отримав князівство Чандері. У 1816 році звернувся до британців по допомогу проти піндарів — мародерів, кількість яких збільшилася після знищення влади маратхів у північній та центральній Індії. Британська Ост-Індійська компанія погодилася на допомогу Гваліора лише після укладання у 1817 союзу з Даулат Рао.
Під час Третьої англо-маратхської війни він не підтримав пешву.
Згодом до самої смерті 21 березня 1827 він був вірним союзником британців.